# علي فتيني
علي فتيني (مواليد 23 أبريل 1992) هو لاعب كرة قدم سعودي.

## مسيرة اللاعب
لعب سابقاً لنادي النصر في الفئات السنية ولعب بعدها لأندية النهضة والدرعية و الحجاز و الشرق و كميت .

## الحياة الشخصية
علي هو الشقيق الأكبر للاعب أيمن فتيني.